# Liste von Persönlichkeiten der Stadt Portland (Maine)
Die folgende Liste beschäftigt sich mit den Persönlichkeiten von Portland.

## Söhne und Töchter Portlands

### 1772–1850

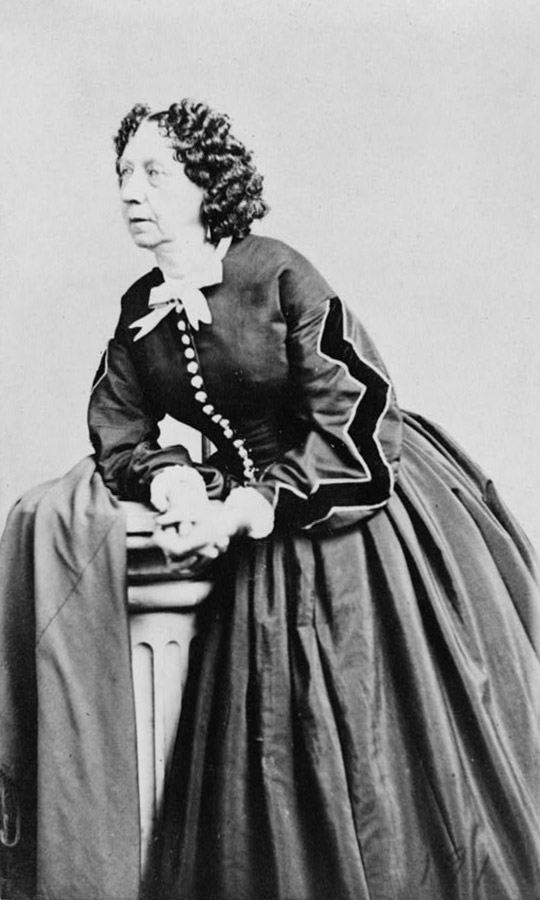
Fanny Fern
(1811–1872)

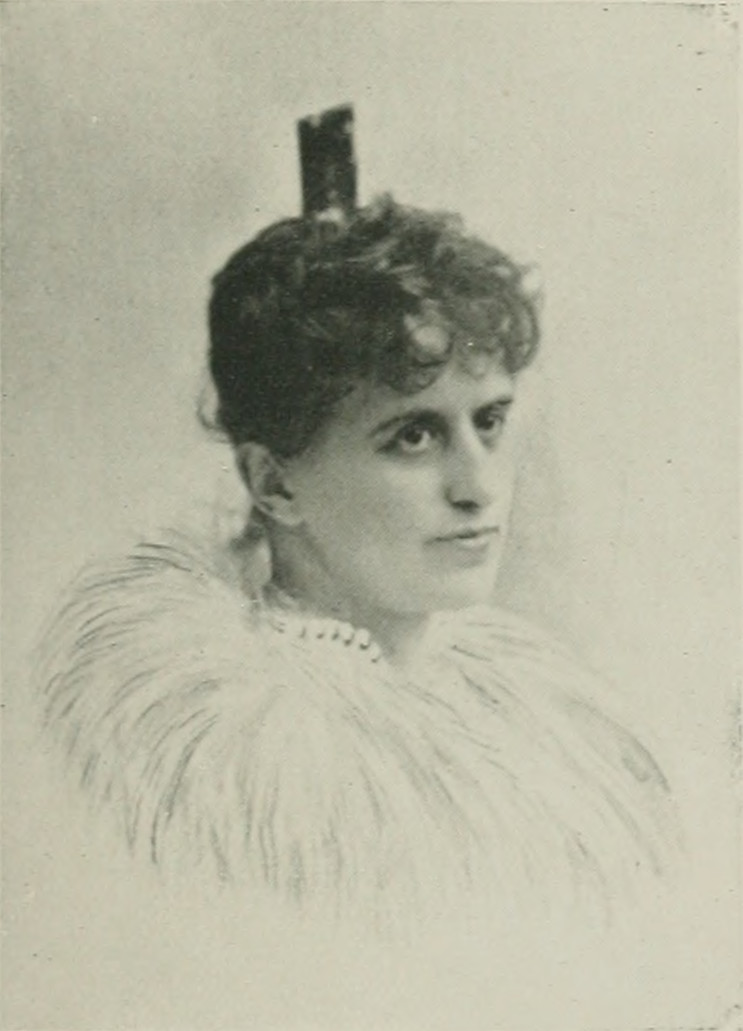
Helen Blanchard
(1840–1922)

- Elias Thomas (1772–1872), Geschäftsmann und Politiker, Maine State Treasurer
- John H. Hall (1781–1841), Erfinder des Hall-Gewehrs
- Edward Russell (1782–1835), Politiker, Secretary of State of Maine
- Bellamy Storer (1796–1875), Politiker
- Joseph C. Noyes (1798–1868), Politiker
- David Humphreys Storer (1804–1891), Mediziner und Zoologe
- Asa Clapp (1805–1891), Politiker
- Nathaniel Parker Willis (1806–1867), Schriftsteller, Dichter und Herausgeber
- Henry Wadsworth Longfellow (1807–1882), Schriftsteller, Lyriker und Dramatiker
- Seargent Smith Prentiss (1808–1850), Politiker
- J. H. Ingraham (1809–1860), Autor und anglikanischer Geistlicher
- James Brooks (1810–1873), Politiker
- Fanny Fern (1811–1872), Kolumnistin und Schriftstellerin
- William Augustus Hall (1815–1888), Politiker
- John Lynch (1825–1892), Politiker
- Thomas Fessenden (1826–1868), Politiker
- Nathaniel Gordon (1826–1862), Sklavenhändler
- James Edward Oliver (1829–1895), Mathematiker
- Samuel Colman (1832–1920), Maler und Innenarchitekt
- Edward S. Morse (1838–1925), Zoologe und Experte für japanische Keramik
- Maria a’Becket (1839–1904), Malerin
- John Knowles Paine (1839–1906), Organist und Komponist
- Thomas Brackett Reed (1839–1902), Politiker
- Helen Blanchard (1840–1922), Erfinderin

### 1851–1900

Emanuel Christian Hedmondt
(1857–1940)

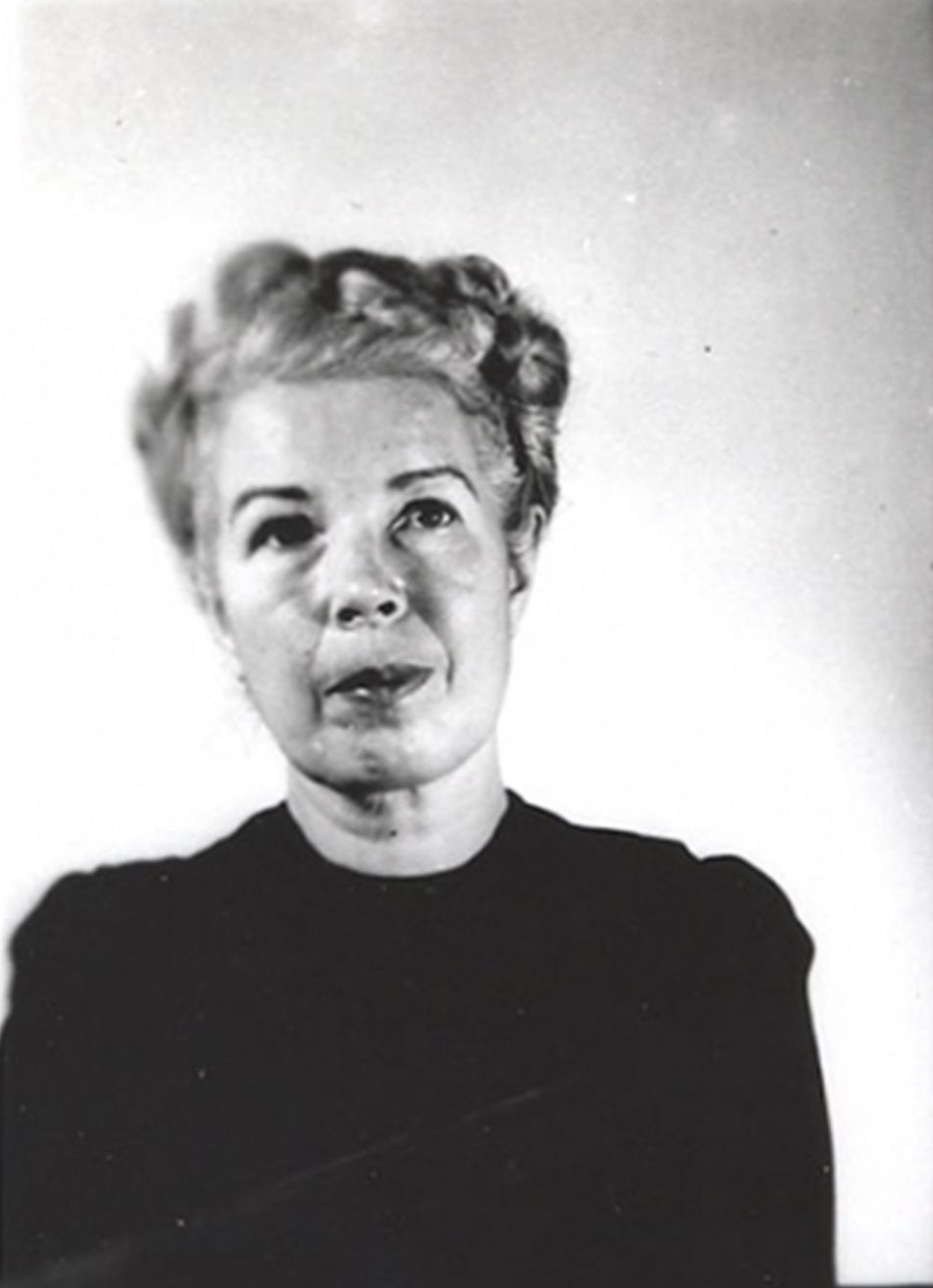
Mildred Gillars
(1900–1988)

- Emanuel Christian Hedmondt (1857–1940), Sänger und Gesangslehrer
- Shailer Mathews (1863–1941), Theologe
- Oakley C. Curtis (1865–1924), Politiker, Gouverneur von Maine
- Owen Davis (1874–1956), Dramatiker, Pulitzer-Preisträger
- Percival Proctor Baxter (1876–1969), Politiker, Gouverneur von Maine
- Hiram Abrams (1878–1926), erster Präsident des Filmverleihs United Artists
- Richard B. Coolidge (1879–1957), Politiker
- Francis Ford (1881–1953), Filmschauspieler, -drehbuchautor und -regisseur
- Paul Franklin Clark (1882–1983), Bakteriologe und Hochschullehrer
- Fletcher Hale (1883–1931), Politiker
- Robert Hale (1889–1976), Politiker
- Daniel Joseph Feeney (1894–1969), römisch-katholischer Geistlicher, Bischof von Portland
- Joseph A. McDonough (1896–1944), Regieassistent und Filmregisseur
- Mildred Gillars (1900–1988), Radiomoderatorin während des Zweiten Weltkrieges, die im Auftrag von Radio Berlin in Propagandasendungen mitwirkte

### 1901–1950

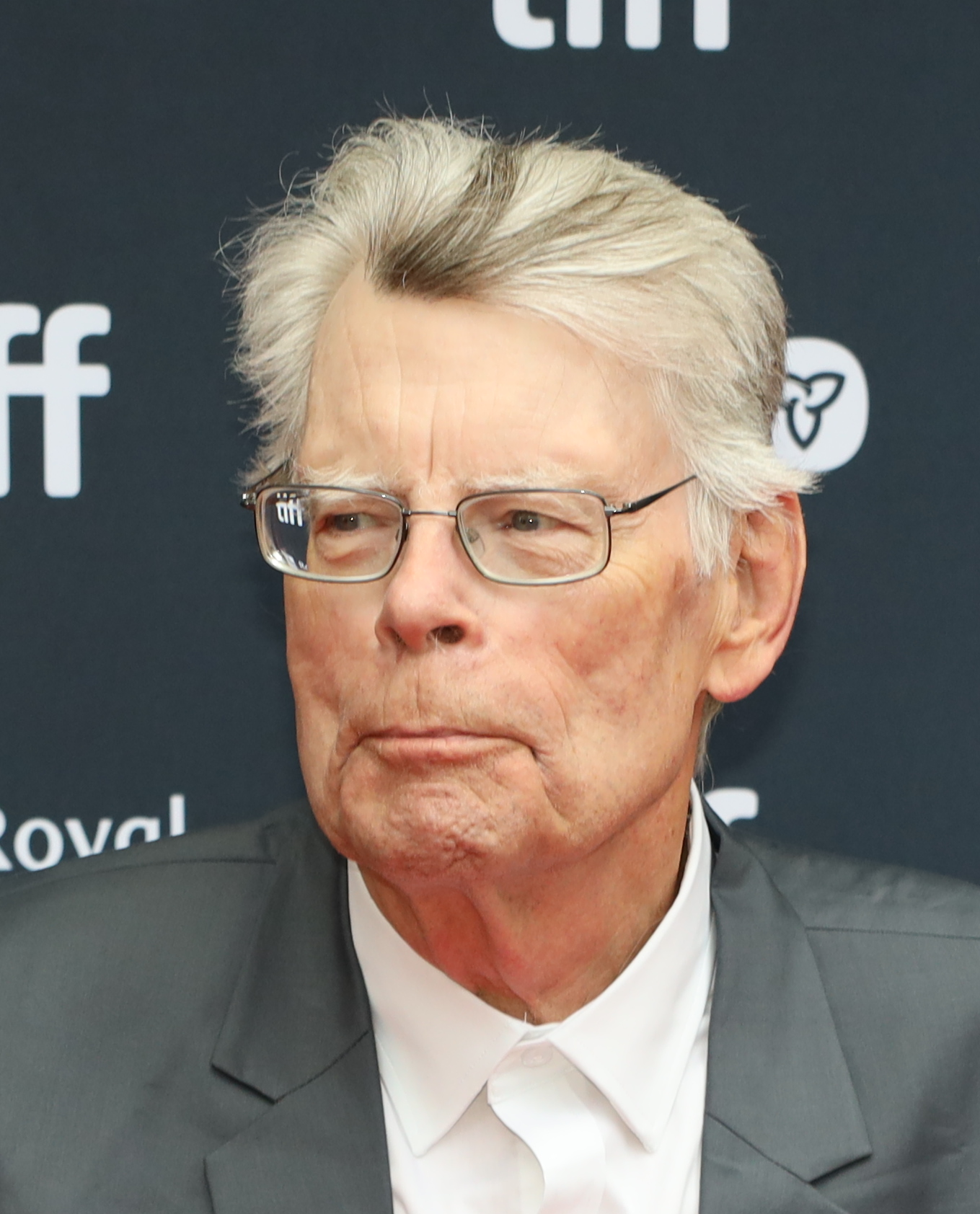
Stephen King
(* 1947)

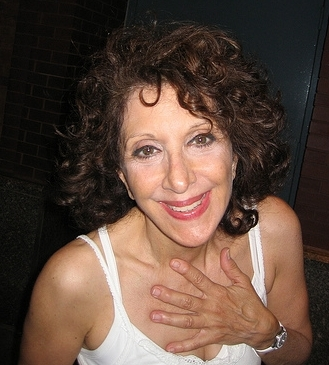
Andrea Martin
(* 1947)

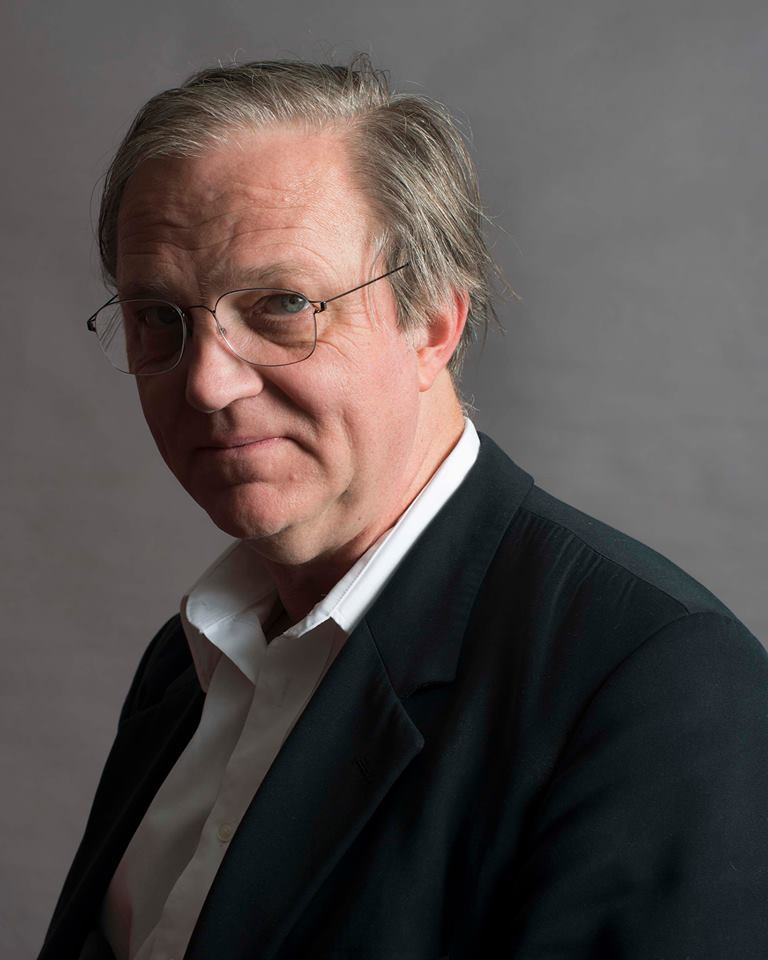
Robert Storr
(* 1949)

- Sterling Dow (1903–1995), Klassischer Archäologe und Epigraphiker* John Pond (1903–1975), Elektrotechniker, Wissenschaftler, Film-Techniker, Erfinder und Filmschaffender
- James Flavin (1906–1976), Schauspieler
- Michael A. Napolitano (1908–2000), Politiker, State Auditor und State Treasurer von Maine
- Charles H. Chase (1910–1981), Generalmajor der United States Army
- Ruthie Tompson (1910–2021), Künstlerin Animatorin bei der Walt Disney Company und Supercentenarian
- William Vacchiano (1912–2005), Musikprofessor und Solotrompeter der New York Philharmonic
- Donald Favor (1913–1984), Hammerwerfer
- Cliff Leeman (1913–1986), Jazz-Schlagzeuger
- Edward Gurney (1914–1996), Politiker
- Harry Brown (1917–1986), Drehbuch- und Romanautor
- William Herbert Brown Jr. (1917–1982), Fernsehregisseur, Produzent und Komponist
- Alvin Morell Bentley (1918–1969), Politiker
- Phyllis Thaxter (1919–2012), Schauspielerin
- Elden C. Bailey (1922–2004), Perkussionist und Musikpädagoge
- Rodney S. Quinn (1923–2012), Soldat und Politiker, Secretary of State of Maine
- Peter N. Kyros (1925–2012), Politiker
- Marjorie Weinman Sharmat (1928–2019), Schriftstellerin und Kinderbuchautorin
- Bryce E. Bayer (1929–2012), Physiker, Entwickler des Bayer-Sensor
- Will Holt (1929–2015), Singer-Songwriter, Librettist und Liedtexter
- Joseph E. Brennan (1934–2024), Politiker und Gouverneur von Maine
- Richard Lewis Gordon (1934–2014), Wirtschaftswissenschaftler
- Reginald Bartholomew (1936–2012), Diplomat
- Linda Lavin (1937–2024), Sängerin und Schauspielerin
- Sue Wagner (* 1940), Politikerin
- F. Gary Stiles (* 1942), Ornithologe und Botaniker
- Terry O’Brien (* 1943), Rennrodler
- Tom Allen (* 1945), Politiker
- Stephen King (* 1947), Schriftsteller
- Andrea Martin (* 1947), Schauspielerin
- Robert Storr (* 1949), Kurator, Kunstkritiker und Maler
- Nicholas Wyman (* 1950), Musicaldarsteller und Filmschauspieler

### 1951–2000

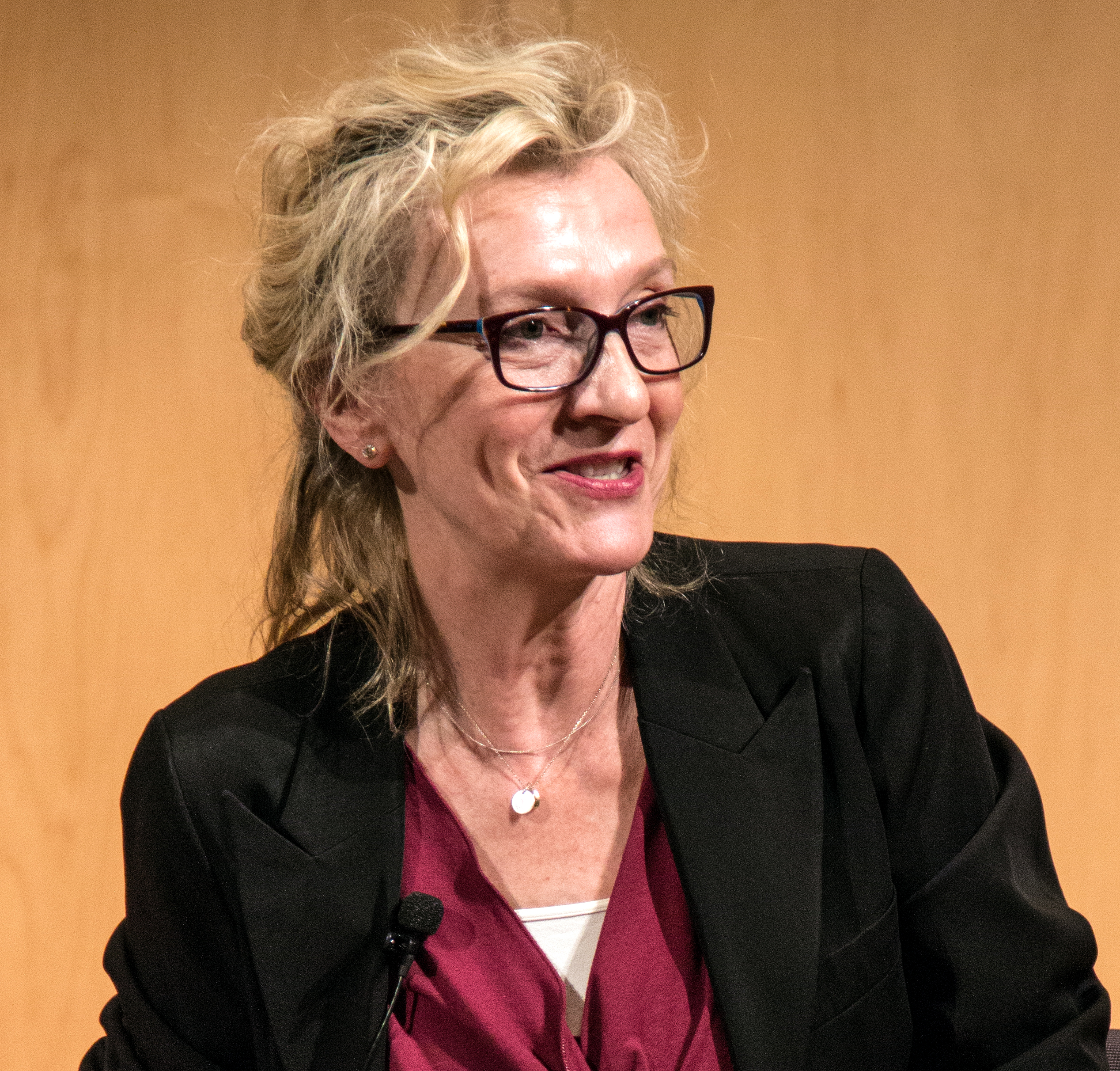
Elizabeth Strout
(* 1956)

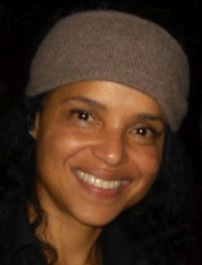
Victoria Rowell
(* 1959)

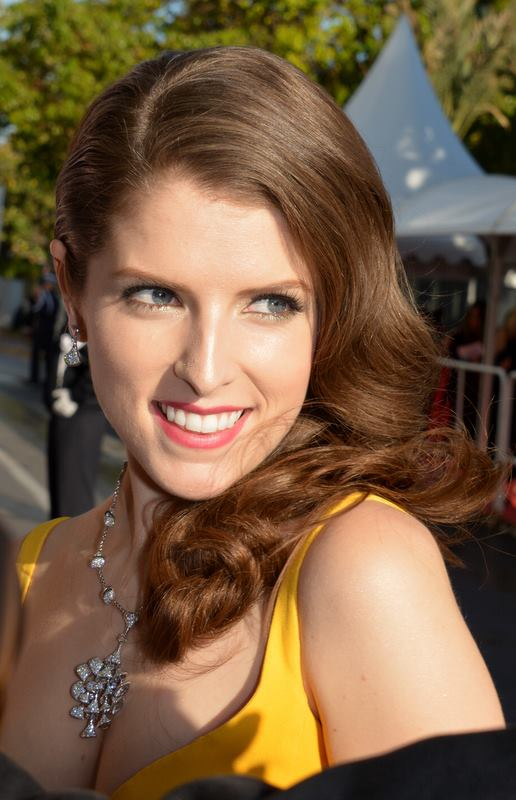
Anna Kendrick
(* 1985)

- Edson Mitchell (1953–2000), Investmentbanker
- Cap Raeder (* 1953), Eishockeytorwart und -trainer
- Alan Taylor (* 1955), Historiker
- Elizabeth Strout (* 1956), Schriftstellerin
- Dave Bowler (* 1957), Jazzmusiker
- Judd Nelson (* 1959), Schauspieler
- Victoria Rowell (* 1959), Schauspielerin
- Stephen Hague (* 1960), Musikproduzent und Songschreiber
- Richard Wallace (* 1960), Softwareunternehmer, Vorstandsvorsitzender und Mitbegründer von A.L.I.C.E.
- Kevin Eastman (* 1962), Comiczeichner
- Heidi Julavits (* 1968), Schriftstellerin
- Rebecca Martin (* 1969), Sängerin
- Derek Vogel (* 1974), Basketballspieler
- Amanda Buckner (* 1975), Kampfsportlerin
- Christopher Daniel Barnes (* 1972), Schauspieler und Synchronsprecher
- Jason Ricci (* 1974), Harmonikaspieler und Sänger
- Mike Pride (* 1979), Jazzmusiker
- Fandango (* 1981), Wrestler
- Ian Crocker (* 1982), Schwimmer
- Greg Finley (* 1984), Schauspieler
- Anna Kendrick (* 1985), Schauspielerin
- Elle Logan (* 1987), Ruderin
- Megan Sweeney (* 1987), Rennrodlerin
- Emily Fischnaller (* 1993), Rennrodlerin

### 2001–2010
- Josh Pierson (* 2006), Autorennfahrer

## Persönlichkeiten, die in Portland gewirkt haben
- James B. Cahoon (1802–1867), Politiker und Bürgermeister von Portland
- John Anderson (1792–1853), Politiker und Bürgermeister von Portland
- John Joubert (1963–1996), Serienmörder
- Joshua Lawrence Chamberlain (1828–1914), Offizier und Politiker
- Mark Harris (1779–1843), Politiker
- Horace A. Hildreth (1902–1988), Politiker und Gouverneur von Maine, betrieb einen Radiosender in Portland
- Joel Hastings Metcalf (1866–1925), Astronom und Entdecker vieler Asteroiden
- Bill Slavick (* 1927), Friedensaktivist und Englischprofessor
- Lorenzo De Medici Sweat (1818–1898), Politiker